# Thomas Edward Cliffe Leslie
Thomas Edward Cliffe Leslie (født 21. juni 1825 i grevskabet Wexford, død 27. januar 1882 i Belfast) var en irsk nationaløkonom.
Leslie studerede ved universitetet i Dublin filologi og filosofi, senere retsvidenskab og blev 1848 advokat. I 1853 blev han professor i retsvidenskab og nationaløkonomi ved Queen's College i Belfast og ofrede sig fra nu af helt for studiet af økonomiske og sociale problemer. På den teoretiske videnskabs område trådte Leslie i opposition til den rådende klassiske skole, idet han søgte at indføre den fra Tyskland stammende historiske skoles synsmåder i den engelske nationaløkonomi. Hans vigtigste skrifter er to samlinger af mindre afhandlinger: Land Systems and Industrial Economy in Ireland, England and the Continent (1870) og Essays in Political and Moral Philosophy (1879). Videre udgav han Financial Reform (1871), hvori han bekæmpede det indirekte beskatningssystem.